# Blue Cheer
Blue Cheer war eine amerikanische Rockband, die ihre Blütezeit im San Francisco der späten 1960er Jahre erlebte.
1968 hatte die Band ihren größten Erfolg mit Summertime Blues (Platz 14 in den USA), einer Version eines Hits von Eddie Cochran aus dem Jahr 1958. Weitere vergleichbare Erfolge blieben aus. Bis zum Tod von Dickie Peterson, dem Kopf der Band, im Jahr 2009 traten Blue Cheer in unterschiedlichen, häufig wechselnden Besetzungen in Erscheinung.
Bands, die sich auf den Einfluss von Blue Cheer berufen, entstammen so unterschiedlichen Stilen wie Heavy Metal, Punkrock, Stoner Rock, Doom Metal und Grunge. Anerkennung wurde ihnen auch von Jim Morrison zuteil, der die Band einmal als „mächtigste Band, die er je gesehen habe“ bezeichnete.

## Bandgeschichte

### Blütezeit (1966 bis 1969)
Blue Cheer fand sich 1966 zusammen. Gründer waren die Musikliebhaber Eric Albronda und Jerry Russell, die als Kapitalgeber und Produzenten gemeinsamen Anschluss an die breitgefächerte Musikszene in San Francisco suchten. Dorthin gingen sie in Begleitung des Sängers und Bassisten Dickie Peterson. Peterson stammte aus Davis (Kalifornien), wo er sich in der Band Andrew Staples & The Oxford Circle betätigte und bereits Kontakte zu den späteren Blue-Cheer-Mitgliedern Paul Whaley und Gary Lee Yoder geknüpft hatte. In der ersten Besetzung der Band war Peterson Frontmann neben Albronda am Schlagzeug und dem Gitarristen Leigh Stephens. Albronda wurde bald durch Paul Whaley ersetzt. Als weitere Mitglieder stießen Petersons Bruder Jerre (Gitarre), Vale Hamanaka (Keyboards) und Jerry Whiting (Gesang, Mundharmonika) hinzu, während Albronda der Band als Produzent und Co-Produzent von fünf Alben verbunden blieb.
Als Manager fungierte ein ehemaliges Mitglied der Hells Angels namens Gut. Bald wurde der Entschluss gefasst, die Besetzung wieder zu einem so genannten Power Trio zusammenzuschrumpfen – angeblich unter dem Eindruck des Auftritts von Jimi Hendrix beim Monterey Pop Festival. Zunächst trennte die Band sich von Hamanaka und Whiting, Jerre Peterson ging daraufhin freiwillig. Das verbleibende Trio konnte schließlich mit einer Coverversion von Eddie Cochrans Summertime Blues einen Erfolg verbuchen. Die Single kletterte bis auf Platz 14, das zugehörige Debüt-Album Vincebus Eruptum auf Platz 11 der Billboard-Charts.
Der Stil der Band ließ sich schwer in eine bestehende Schublade einordnen. Eindeutig war er Bluesrock-basiert, zudem psychedelisch. Eine wichtige Komponente war ferner das Spielen mit hoher Lautstärke, die von neuartigen Verstärkertürmen hervorgebracht wurde. Auf der Single Summertime Blues war als B-Seite Petersons Eigenkomposition Out of Focus enthalten. Das Album war zudem mit den Blues-Covern Rock Me Baby und Parchment Farm sowie zwei weiteren Eigenkompositionen bestückt, inklusive eines Schlagzeugsolos beim Stück Second Time Around.

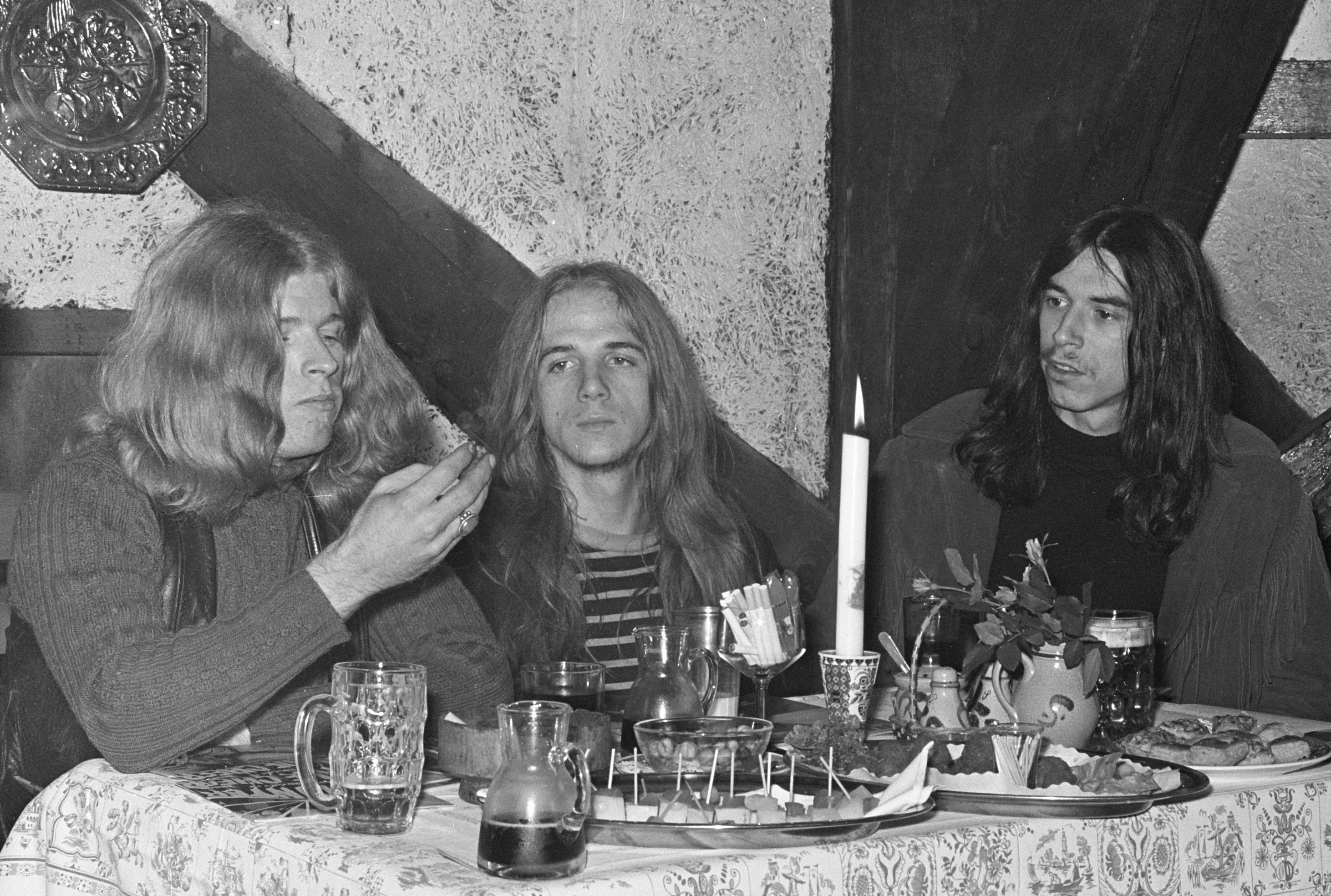
Blue Cheer am 25. Oktober 1968 in Amstelveen, Nord-Holland

Es kam zu weiteren Besetzungswechseln, der erste nach der Veröffentlichung des zweiten Albums Outsideinside im Jahr 1968. Leigh Stephens schied, nach unterschiedlichen Berichten entweder aufgrund musikalischer Differenzen oder wegen sich anbahnender Taubheit, aus der Band aus.  Ersatz fand man kurzfristig in Randy Holden von der Garagenrock-Band The Other Half, der die Band jedoch nach einem Jahr bereits wieder zu Gunsten einer Solokarriere verließ.  Als neuer Gitarrist und Songwriter stieß daraufhin Bruce Stephens hinzu. Auf der dritten LP New! Improved! Blue Cheer von 1969 sind beide zu hören: Holden auf Seite 1, Stephens auf Seite 2. Weiteres Neumitglied war Ralph Burns Kellogg am Keyboard. Musikalisch hatte die Band sich nun etwas kommerzieller, hin zu einem frühen Hard-Rock-Sound im Stil von Steppenwolf und Iron Butterfly hin ausgerichtet. Während der Arbeiten am vierten, selbstbetitelten Album verließ Bruce Stephens die Band. Die Aufnahmen wurden mit Gary Lee Yoder als neuem Gitarristen abgeschlossen, der sich von nun an auch als zusätzlicher Sänger und Songwriter betätigte.
Die Alben dieser ersten Inkarnation der Band erschienen beim britischen Label Philips Records, bei dem damals vorwiegend Pop- und Soul-, später jedoch auch vermehrt avantgardistische Interpreten unter Vertrag standen. Der auch für damalige Verhältnisse rebellische Lebensstil der Band, einschließlich ungezügelten Drogenkonsums und der Verwicklungen zu den Hells Angels, wurde von Musikindustrie und Presse mit Unbehagen aufgenommen. Peterson zufolge war die Band von einer tiefen Verstörung über den Vietnamkrieg und die gesellschaftlichen Zustände im Allgemeinen geprägt. Ihr Lebensstil, begriffen als Reaktion darauf, stand jedoch auch im Kontrast zu den Idealen der in San Francisco verwurzelten Hippiekultur.

### Überschreiten des Zenits, erste Wiederbelebungsversuche (1970 bis 1983)
Nachdem die Band sich von Paul Whaley getrennt hatte, fand man mit Norman Mayell einen neuen Schlagzeuger und nahm in der Besetzung Peterson/Kellogg/Mayell/Yoder zwei neue Alben auf, die 1970 und 1971 erschienen: The Original Human Being und Oh! Pleasant Hope. Nachdem der Erfolg für diese jedoch ausblieb und mit letzterem nicht einmal mehr der Einstieg in die Verkaufscharts gelang, lösten Blue Cheer sich 1972 erstmals auf.
Im Verlauf der 1970er-Jahre kam es zu zwei kurzlebigen Wiederbelebungsversuchen: In einer Besetzung mit den Peterson-Brüdern, dem Gitarristen Ruben de Fuentes und dem Schlagzeuger Terry Rae wurde 1974 eine Tournee absolviert, die 1975 ohne Dickie Peterson und dafür mit dem früheren Steppenwolf-Bassisten Nick St. Nicholas weitergeführt und beendet wurde. Eine weitere Besetzung um 1978/79 mit Dickie Peterson, Tony Rainier an der Gitarre und Mike Fleck am Schlagzeug, blieb zeit ihres Daseins im Proberaum verhaftet.

### Zahlreiche Umbesetzungen, Umsiedlung nach Deutschland (1984 bis 1998)
Nach weiteren vergeblichen Bemühungen um Blue Cheer im Jahr 1983 gelang es Peterson im folgenden Jahr, in einer Besetzung mit Paul Whaley und Tony Rainier das Comeback-Album The Beast Is Back einzuspielen und beim Metal-Label Megaforce Records zu veröffentlichen. Die folgende Zeit war wiederum von Besetzungswechseln geprägt: Am Schlagzeug rückten 1985 Bret Heartman, 1987 für den selbigen Billy Carmassi nach. Es folgten zwei weitere Komplettumbesetzungen um Peterson – 1987 wieder mit Ruben de Fuentes an der Gitarre und Eric Davis als Schlagzeuger, 1988 mit dem Gitarristen Andrew „Duck“ MacDonald und Schlagzeuger Dave Salce.
1989 erschien mit Blitzkrieg over Nuremberg das erste offizielle Livealbum der Band, das ein Konzert ihrer ersten Europatournee seit langem dokumentierte. Es folgten umfangreiche Tourneen in Europa, oft gemeinsam mit Classic Rock-, aber auch mit aufsteigenden Rock-Interpreten: Mountain, Outlaws, Thunder, Groundhogs, Ten Years After, The Yardbirds, Danzig, Mucky Pup und weitere.
Mit dem altbekannten Schlagzeuger Paul Whaley nahmen Peterson und MacDonald 1990 ein neues Studioalbum auf, welches vom renommierten Grunge-Produzenten Jack Endino gemeinsam mit dem Deutschen Roland Hofmann produziert wurde und stilistisch zwischen Blues und Heavy Metal angesiedelt ist.  Für das musikalisch härter ausgerichtete Nachfolgealbum Dining with the Sharks wurde MacDonald wiederum durch den deutschen Gitarristen Dieter Saller ausgetauscht, der vormals bei der Band The Monsters aktiv war. Letzteres wurde 1991 von der Band und Roland Hofmann produziert. Es enthält eine Coverversion von Jimi Hendrix’ Foxy Lady und zudem einen Gastauftritt des Groundhogs-Gitarristen Tony McPhee. Whaley wurde 1993 durch den früheren Dokken-Schlagzeuger Gary Holland abgelöst.
1992 verlegte Dickie Peterson seinen Wohnsitz nach Deutschland. Dort nahm er im gleichen Jahr sein erstes Soloalbum „child of the darkness“ mit der Kölner Band „The Scrap Yard“ auf. Das Album erschien fünf Jahre später – 1997 – in Japan bei Captain Trip Records.

### Letzte Inkarnation (1999 bis 2009)
1999 kam es zur Wiedervereinigung von Blue Cheer in der Besetzung Peterson, Whaley, MacDonald unter dem Namen Blue Cheer, die sich bis zu Petersons Tod 2009 als relativ stabil erweisen sollte. 1998 und 1999 veröffentlichte Peterson weiterhin zwei Soloalben, die jedoch nur in Japan erhältlich waren. Zur gleichen Zeit spielte er in Deutschland gemeinsam mit Hank Davison bei Duo-Auftritten und als Teil der Hank Davison Band. 2001 und 2002 trat er weiterhin mit seinem Bruder Jerre und Tony Rainier als Mother Ocean auf, ohne in dieser Formation Veröffentlichungen hervorzubringen.
Peterson und Leigh Stephens traten 2005 noch einmal auf einem Memorial-Konzert in San Francisco zugunsten von „Summer of Love“-Vater Chet Helms als Blue Cheer auf, vervollständigt wurde diese Besetzung durch den Schlagzeuger Prairie Prince (The Tubes, Journey). Im Winter 2005 zogen Peterson und MacDonald den Raven- und Pentagram-Schlagzeuger Joe Hasselvander zu weiteren Studio-Aufnahmen hinzu, nachdem Paul Whaley zunächst in Deutschland bleiben wollte und gesundheitlich angeschlagen war. Später erklärte dieser sich zu weiteren Tourneeauftritten bereit. Auf dem 2007 erschienenen Album, das aus den Aufnahmen hervorging, What Doesn’t Kill You, sind infolgedessen Beiträge von Hasselvander sowie von Whaley zu hören.
In den 2000er Jahren kam es zu rechtlichen Auseinandersetzungen um den Bandnamen. Berichten zufolge hatte Randy Holden, als kurzzeitiger Gitarrist der Band auf drei Songs des dritten Albums zu hören, mit der Unterstützung des Musikers Randy Pratt den Namen rechtlich schützen lassen. Randy Pratt verweist darauf, sich den Namen 2000 als Fan zu einem Zeitpunkt angeeignet zu haben, an dem nach seinem Kenntnisstand Peterson, einziges kontinuierliches Mitglied der Band, für alle Zeit mit Blue Cheer abgeschlossen hatte. Die namensrechtliche Auseinandersetzung scheint bis zu Petersons Tod im Jahr 2009 nicht beigelegt worden sein. „Vincebus Eruptum“ wurde in die legendäre Wire-Liste The Wire’s „100 Records That Set the World on Fire (While No One Was Listening)“ aufgenommen.
Dickie Peterson, der Kopf der Band, verstarb am 12. Oktober 2009 an Prostatakrebs in seinem deutschen Wohnort Erkelenz. Nach seinem Tod veröffentlichte Andrew MacDonald, langjähriger Gitarrist der Band, einen Nachruf auf ihn und erklärte die Bandgeschichte von Blue Cheer aus Respekt vor Peterson endgültig für beendet.

## Tribute
2000 erschien mit Blue Explosion – A Tribute to Blue Cheer ein Tributealbum mit Beiträgen von Szenebands aus dem Stoner- und Doom-Metal-Umfeld wie Pentagram, Internal Void, Hogwash und Thumlock.
Der Dokumentarfilm Metal – A Headbanger’s Journey aus dem Jahr 2005 zeigt Szenen aus dem Musikvideo zu Summertime Blues sowie einen Interviewausschnitt mit Geddy Lee (Rush), in dem dieser auf die Wegbereiterrolle von Blue Cheer für den Heavy Metal hinweist.

## Diskografie

### Studioalben
| Jahr | Titel                     | Höchstplatzierung, Gesamtwochen, AuszeichnungChartsChartplatzierungen (Jahr, Titel, Platzierungen, Wochen, Auszeichnungen, Anmerkungen) | Anmerkungen |
| Jahr | Titel                     | US | Anmerkungen |
| ---- | ------------------------- | --- | ----------- |
| 1968 | Vincebus Eruptum          | US11 (27 Wo.)US |             |
| 1968 | Outsideinside             | US90 (16 Wo.)US |             |
| 1969 | New! Improved! Blue Cheer | US84 (14 Wo.)US |             |
| 1970 | The Original Human Being  | US188 (5 Wo.)US |             |

Weitere Studioalben
- 1969: Blue Cheer
- 1971: Oh! Pleasant Hope
- 1984: The Beast Is Back
- 1990: Highlights and Lowlives (Nibelung Records)
- 1991: Dining With the Sharks (Nibelung Records)
- 2007: What Doesn’t Kill You…

### Livealben
- 1989: Blitzkrieg Over Nuremberg (Nibelung Records)
- 1996: Live and Unreleased Vol. 1: ’68/’74
- 1998: Live and Unreleased Vol. 2: Live at San Jose Civic Centre & More
- 1999: Hello Tokyo, Bye Bye Osaka – Live in Japan 1999
- 2003: Live in Japan
- 2005: Bootleg: Live – Hamburg – London
- 2014: Live at Anti WAA Festival 1989 (Nibelung Records)

### Kompilationen
- 1969: Motive – Blue Cheer
- 1986: Louder than God: The Best of Blue Cheer
- 1990: Good Times are so Hard to Find: The History of Blue Cheer
- 1990: The Best of Yesteryear

### Singles
| Jahr | Titel Album                       | Höchstplatzierung, Gesamtwochen, AuszeichnungChartplatzierungen (Jahr, Titel, Album, Platzierungen, Wochen, Auszeichnungen, Anmerkungen) | Höchstplatzierung, Gesamtwochen, AuszeichnungChartplatzierungen (Jahr, Titel, Album, Platzierungen, Wochen, Auszeichnungen, Anmerkungen) | Anmerkungen |
| Jahr | Titel Album                       | DE | US | Anmerkungen |
| ---- | --------------------------------- | --- | --- | ----------- |
| 1968 | Summertime Blues Vincebus Eruptum | DE25 (4 Wo.)DE | US14 (13 Wo.)US |             |
| 1968 | Just a Little Bit Outsideinside   | — | US92 (4 Wo.)US |             |

Weitere Singles
- 1968: Feathers from Your Tree
- 1969: The Hunter
- 1969: West Coast Child of Sunshine
- 1969: All Night Long
- 1970: Hello L.A., Bye-Bye Birmingham
- 1970: Fool
- 1970: Pilot

### Tributealben
- 2000: Blue Explosion – A Tribute to Blue Cheer

### Videoalben
- 2009: Rocks Europe
- 2014: Live at Anti WAA Festival 1989 (Nibelung Records)